# Хосталестес Кочеткова
Хосталестес Кочеткова (лат. Khostalestes kochetkovi) — вид лёгочных улиток из семейства тригонохламидид (Trigonochlamydidae) отряда стебельчатоглазых. Включен в Красную книгу Краснодарского края. Статус — «Редкий» — 3.
Слизни, обладающие веретеновидным телом, покрытым неглубокими бороздками, образующими в головной и задней частях сетчатый рисунок. Голова, верхняя и задняя части тела окрашены в серо-голубой цвет. Остальное тело светлое, почти белое. Размеры (фиксированных экземпляров): длина 21,0 мм; ширина 7,5 мм; длина мантии 8,0 мм; ширина подошвы 3,5 мм.
Эндемик Западного Кавказа. Обнаружен только в окрестности поселка Хоста.
Хищные слизни ведут скрытный образ жизни, питаются энхитреидами и небольшими дождевыми червями.